# Ulrich I. von Neuhaus
Ulrich I. von Neuhaus (auch Ulrich I. von Hradec, tschechisch Oldřich I. z Hradce; lateinisch Ulrich de Novo Domo; * vor 1254; † nach 1282) stand in Diensten des böhmischen Königs Ottokar II. Přemysl und war von 1263 bis 1270 königlicher Unterkämmerer.

## Leben
Ulrich entstammte dem witigonischen Familienzweig der Herren von Neuhaus. Sein Vater war Witiko I. von Neuhaus, seine Mutter ist nicht namentlich bekannt. Da sein älterer Bruder Heinrich/Jindřich nicht mehr am Leben war und der jüngere Bruder Theoderich dem geistlichen Stand angehörte, erbte Ulrich nach dem Tod des Vaters dessen Besitzungen. In Urkunden benutzte er nicht das Prädikat „z Hradce“, sondern „de Newenhous“ oder de „Novo Domo“.
1254 beteiligte sich Ulrich an Ottokars II. Kreuzzug gegen die heidnischen Pruzzen, bei dem vermutlich Ulrichs älterer Bruder Heinrich den Tod fand. 1260 kämpfte er an der Seite Woks von Rosenberg in der Schlacht bei Kressenbrunn gegen Ungarn. Als Ottokar 1263 zum Dank für die gewonnene Schlacht das Kloster Goldenkron gründete, gehörte „Ulricus de Nova domo“ zu den Adeligen, die die Gründungsurkunde bezeugten. Von 1263 bis 1270 bekleidete Ulrich das Amt des böhmischen Unterkämmerers, das gewöhnlich an einen Günstling des Königs übertragen wurde.
Wie sein Vater unterstützte Ulrich die Kolonisierung seines Herrschaftsgebiets mit Deutschen, und auch politisch wandte er sich Österreich zu. Dabei spielte die Verwandtschaft mit den österreichischen Adelsfamilien, wie den Hardegg und den Schaunbergern eine Rolle.

## Familie
Ulrich I. von Neuhaus war mit Maria von Hardegg verheiratet. Der Ehe entstammten die Kinder:
- Ulrich II. von Neuhaus (Oldřich II. z Hradce; † 1312), verheiratet mit Mechthild von Schaunberg (Mechtildis ze Schaumberka)
- Witiko II. von Neuhaus (Vítek II. z Hradce); seine Töchter Katharina/Kateřina, Jítka und Barbara waren an der Entstehung des Klosters Pohled beteiligt
- Otto; belegt 1281
- Katharina/Kateřina, heiratete in erster Ehe 1285 Heinrich von Kuenring († 1286), in zweiter Ehe 1289 Walter von Sternberg
- Maria, belegt 1285 als Äbtissin von Stift Sankt Bernhard in Niederösterreich
- Margarete/Markéta, belegt 1285–1312, verheiratet mit Stephan/Štěpán Seeberg von Maissau